# Exoprosopa decastroi
Exoprosopa decastroi är en tvåvingeart som beskrevs av Hesse 1950. Exoprosopa decastroi ingår i släktet Exoprosopa och familjen svävflugor. Inga underarter finns listade i Catalogue of Life.